# 인빅투스 게이밍
인빅터스 게이밍 (Invictus Gaming, 약칭 IG) 2011년에 창단한 중국에 위치한 다종목 e스포츠 게임단으로 도타 2, 리그 오브 레전드, 스타크래프트 II, 카운터 스트라이크: 글로벌 오펜시브, 하스스톤을 운영하고 있다. 도타 2에서는 디 인터네이셔널 2012에서 우승을 차지했고 리그 오브 레전드에서는 리그 오브 레전드 월드 챔피언십 2018에서 우승을 차지했다.

## 리그 오브 레전드

### 연혁
- 2011년 8월 2일 : Invictus Gaming 창단

### 소속 선수
- 감독 : 주샤오룽
- 코치 : 류정량

| 이름 | 소환사명 | 포지션  | 비고 |
| ---- | -------- | ------- | ---- |
|      | Zika     | 탑      |      |
|      | neny     | 탑      |      |
|      | Xun      | 정글    |      |
|      | Mole     | 미드    |      |
|      | Yuekai   | 미드    |      |
|      | Ahn      | AD 캐리 |      |
|      | Wink     | 서포터  |      |
|      | Ke       | 서포터  |      |
|      | XinLiu   | 서포터  |      |

### 주요 성적
- 2013 리그 오브 레전드 프로리그 스프링 3위
- 2013 리그 오브 레전드 프로리그 서머 5위
- 리그 오브 레전드 데마시아 컵 시즌 1 우승
- 2014 리그 오브 레전드 프로리그 스프링 준우승
- 2014 리그 오브 레전드 프로리그 서머 6위
- 2015 리그 오브 레전드 프로리그 스프링 3위
- 2015 리그 오브 레전드 프로리그 서머 3위
- 2016 리그 오브 레전드 프로리그 스프링 8위
- 2016 리그 오브 레전드 프로리그 서머 8위
- 2017 리그 오브 레전드 프로리그 스프링 8위
- 2017 리그 오브 레전드 프로리그 서머 3위
- 2018 리그 오브 레전드 프로리그 스프링 4위
- 리프트 라이벌즈 2018 - 레드 리프트 우승 (LPL)
- 2018 리그 오브 레전드 프로리그 서머 준우승
- 리그 오브 레전드 월드 챔피언십 2018 우승
- 리그 오브 레전드 데마시아 컵 2018 윈터 우승
- 2019 리그 오브 레전드 프로리그 스프링 우승
- 리프트 라이벌즈 2019 - 레드 리프트 준우승 (LPL)
- 2019 리그 오브 레전드 프로리그 서머 7위
- 2020 리그 오브 레전드 프로리그 스프링 3위
- 2020 리그 오브 레전드 프로리그 서머 5위
- 2021 리그 오브 레전드 프로리그 스프링 9위
- 2021 리그 오브 레전드 프로리그 서머 13위
- 2022 리그 오브 레전드 프로리그 스프링 14위

## 도타 2

### 연혁
- 2011년 8월 2일 : Invictus Gaming 창단

### 소속 선수
- 코치 : 수펭

### 주요 성적
- 디 인터네이셔널 2012 우승